# Præsidentvalget i Abkhasien 2014
Præsidentvalget i Abkhasien 2014 blev afholdt i Abkhasien den 24. august 2014. Valgets vinder blev Raul Khadjimba der tidligere flere gange har opstillet som præsident, men uden at blive valgt.
| Kandidat        | Stemmer | %      |
| --------------- | ------- | ------ |
| Raul Khajimba   | 50.586  | 50,60  |
| Aslan Bzhania   | 35.869  | 35,88  |
| Mirab Kishmaria | 6.390   | 6,39   |
| Leonid Dzapshba | 3.397   | 3,40   |
| Andre           | 1.870   | 1,87   |
| Ugyldige        | 1.854   | 1,85   |
| Totalt          | 99.966  | 100,00 |
| Deltagelse      | 99.966  | 75,24  |

| Valg | Spire Denne valgsartikel er en spire som bør udbygges. Du er velkommen til at hjælpe Wikipedia ved at udvide den. |